# Machine Barker
Pour les articles homonymes, voir Barker.

## Description
Une machine Barker est un dispositif pneumatique permettant de diminuer la résistance des touches des claviers de l'orgue. Le brevet a été déposé à Paris en 1839 par Charles Spackman Barker, facteur d'orgues anglais installé à Paris en 1837.
Dans certains cas (fuites, mauvais réglages) elle peut avoir comme inconvénient un retard de transmission (tuyau sonnant avec un délai allongé jusqu'à plus de 100ms après que l'organiste a appuyé sur la touche).
Elle est utilisée pour les nouvelles orgues aujourd'hui lorsqu'il est nécessaire de soulager l'organiste dans le cas de gros instruments à traction mécanique. Dans ces cas elle ne sera pas utilisée pour la mécanique de traction des claviers mais uniquement pour alléger la pression requise à l'enfoncement des touches lorsque plusieurs claviers sont accouplés. Ainsi chaque clavier est en principe en traction directe (traction suspendue) et seuls les claviers accouplés seront « tirés » par la machine Barker.
Très utilisée par Aristide Cavaillé-Coll, la machine Barker était requise surtout pour les instruments de grande taille (2 claviers ou plus, 30 jeux ou plus). Aristide Cavaillé-Coll a utilisé pour la première fois la machine Barker pour l'orgue de la basilique Saint-Denis (1841).

## Fonctionnement

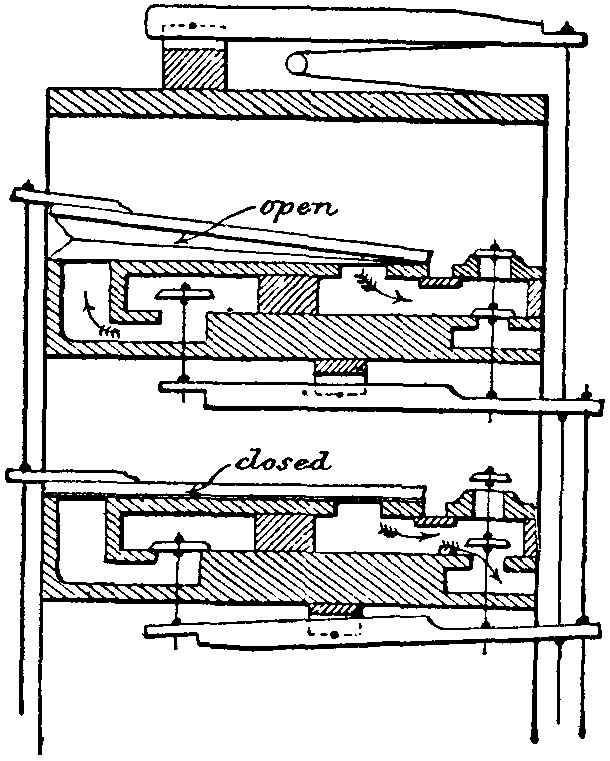
Diagramme d'un « levier pneumatique » d'orgue à tuyaux. Un levier pneumatique est constitué d'un petit soufflet électrique fixé à chaque touche, de sorte que l'enfoncement de la touche permet au soufflet électrique d'être alimenté en air sous haute pression. Le soufflet électrique effectue ensuite le travail d'ouverture des soupapes, etc. Dans les grands orgues, le travail à effectuer serait hors de portée du doigt le plus puissant sans ce dispositif.

La machine Barker utilise l'alimentation en vent de l'instrument pour fonctionner. Cette alimentation s'effectue par le conduit A.
Quand une touche du clavier est enfoncée, la soupape 1 s'ouvre et la soupape 3 se referme. Cela permet au soufflet C de se remplir ce qui va actionner la vergette et ainsi ouvrir les soupapes des sommiers pour la touche concernée. Pendant ce temps la soupape 2 se referme, isolant de la sorte le soufflet S de la partie B de la machine de Barker. Le soufflet C est ainsi maintenu sous pression jusqu'à la réouverture de la soupape 3, c'est-à-dire lors du relâchement de la touche du clavier par l'organiste. Le poids P permet d'évacuer rapidement l'air contenu dans le soufflet C.

## Sources
- Ouvrage collectif, dir. Béatrice de Andia (préf. André Vingt-Trois et Bertrand Delanoë), Les orgues de Paris, Paris, Action artistique de la Ville de Paris, coll. « Paris et son patrimoine / Musique », 2005 (1re éd. 1992), 256 p. (ISBN 2-913246-54-0)

### Article lié
- Lexique de l'orgue